# Светлый (Ставропольский край)
Све́тлый — посёлок в Новоалександровском районе (городском округе) Ставропольского края России.

## География
Расстояние до краевого центра: 76 км. Расстояние до районного центра: 8 км.

## История
Дата основания: 1934 год. Из Гаевской станицы перевозили дома на повозках в хутор Верный, но тросы не выдержали нагрузки и порвались. По теории это и дало начало для создания Посёлка.  Сейчас эти дома стоят на ул. Тургенева. Название посёлка «связано со строительством новой жизни в период социализма». 
Первоначально на месте будущего посёлка стояло имение помещика, рядом с нынешней пекарней, имение снесли. Этот посёлок местные жители называли хутором "Свистуном". В поселке стоял колодец в который по традиции проезжающие мимо люди свистели, что бы поездка была удачной. 
В соответствии с Указом Президиума Верховного Совета РСФСР от 21 сентября 1964 года посёлок Первое отделение совхоза «Расшеватский» переименован в посёлок Светлый.
В посёлке проездом был Председатель ЦК КПСС Михаил Горбачев, он заходил в дом главы Совхоза "Нива" 
До распада СССР в Посёлке существовал колбасный цех. После он был заброшен а здание снесено. Так-же в Посёлке на месте улиц Школьной, Профсоюзной и Гагарина был большой сад. 
До 1 мая 2017 года посёлок Светлый был административным центром упрабднённого Светлинского сельсовета.
Здание МОУ СОШ номер 13 было  отремонтировано  в рамках нацпроекта "Точка роста". В 2022 году 

## Население
| 1989 | 2002  | 2010  | 2014  | 2021  | 2023  |
| ---- | ----- | ----- | ----- | ----- | ----- |
| 938  | ↗1168 | ↗1195 | ↗1200 | ↘1030 | ↘1005 |

По данным переписи 2002 года, 92 % населения — русские.

## Инфраструктура
- Централизованная клубная система[11]
- Дом культуры. Построен в 2017 году[12].
- Сельская библиотека. Открыта 10 февраля 1970 года[13]
- В 1 км к северо-западу от посёлка расположено общественное открытое кладбище площадью 20000 м²[14].
- Часовня святой Варвары в здании Сельской администрации
- Фельдшерско-Акушерский пункт

## Образование
- Детский сад № 42 «Тополёк»[15]
- Средняя общеобразовательная школа № 13[16]

## Экономика
- Сельхозпредприятие «Нива». Образовано 23 ноября 1976 года как совхоз «Нива»[17].